# Marvin Nash
Marvin Nash, född 7 december 1953, död 20 januari 2023, var en friidrottare från Kanada. Han deltog vid olympiska sommarspelen 1976.